# Dyskografia Babyshambles
Jest to dyskografia Babyshambles, założonego w Londynie w Wielkiej Brytanii, grającego indie rock zespołu. Zespół nagrał dwa albumy studyjne, jeden minialbum, siedem singlii, oraz nagrał dziewięć teledysków. W tym momencie, zespół jest w trakcie nagrywania kolejnej płyty, jak dotychczas, napisano dziewięć nowych piosenek. 
Poniższa lista nie zawiera nagrań poszczególnych członków zespołu czy grup takich jak np. The Libertines.

## Albumy studyjne
| 2005                                                            | Down in Albion - Wytwórnia: Rough Trade - Wydany: 14 listopada 2005 - Format: CD, winyl                                                                | 10 | 72 | 46 | 28 | –  | –  |
| 2007                                                            | Shotter's Nation - Wytwórnia: EMI, Parlophone (UK), Astralwerks (US) - Wydany: 1 października 2007 (UK), 23 października 2007 (US) - Format: CD, winyl | 5  | 17 | 18 | 19 | 32 | 29 |
| "–" oznacza iż album został wydany ale nie dostał się na listę. | |    |    |    |    |    |    |

## Albumy koncertowe
| Rok  | Informacje o albumie                                                                           |
| ---- | ---------------------------------------------------------------------------------------------- |
| 2008 | Oh! What A Lovely Tour - Wytwórnia: EMI, Parlophone - Wydany: 2 czerwca 2008 - Format: CD, DVD |

## Minialbumy
| Rok  | Informacje o albumie                                                                      |
| ---- | ----------------------------------------------------------------------------------------- |
| 2005 | Fuck Forever - Wytwórnia: EMI - Wydany: sierpień 2005 (tylko w Japonii) - Format: Maxi CD |
| 2005 | Albion - Wytwórnia: EMI - Wydany: listopad 2005 (tylko w Japonii ) - Format: Maxi CD      |
| 2006 | The Blinding EP - Wytwórnia: Regal, Parlophone - Wydany: December 2006 - Format: EP       |

## Single
| Rok  | Singel         | Notowania | Notowania | Album                        |
| Rok  | Singel         | UK        | IRE       | Album                        |
| ---- | -------------- | --------- | --------- | ---------------------------- |
| 2004 | "BabyShambles" | 32        | –         | Singel nie pochodzi z albumu |
| 2004 | "Killamangiro" | 8         | 40        | Down in Albion               |
| 2005 | "Fuck Forever" | 4         | 22        | Down in Albion               |
| 2005 | "Albion"       | 8         | –         | Down in Albion               |
| 2006 | "Janie Jones"  | 17        | 45        | Singel nie pochodzi z albumu |
| 2007 | "Delivery"     | 6         | 42        | Shotter's Nation             |
| 2007 | "You Talk"     | 54        | –         | Shotter's Nation             |

## Video
| Rok  | Szczegóły wydawnicze |
| ---- | --- |
| 2007 | We Like To Boogaloo (Bonus DVD) - Wytwórnia: Parlophone - Wydany: 1 października 2007 - Dostępny wyłącznie jako bonus DVD, do limitowanej edycji Shotter's Nation.                 |
| 2007 | Up the Shambles - Live in Manchester - Wytwórnia: Eagle Vision - Wydany: 6 listopada 2007                                                                                          |
| 2008 | Drew's Birthday: Live à L'Elysée Montmartre (Bonus DVD) - Wytwórnia: Parlophone - Wydany: 12 maja 2008 - Dostępny wyłącznie jako bonus DVD do francuskiej edycji Shotter's Nation. |
| 2008 | Oh! What A Lovely Tour - Wytwórnia: Parlophone - Wydany: 2 June 2008 |

## Teledyski
| Rok  | Tytuł                       | Reżyseria      |
| ---- | --------------------------- | -------------- |
| 2004 | "Killamangiro"              | Douglas Hart   |
| 2005 | "Fuck Forever"              | Jez Murrell    |
| 2005 | "Albion"                    | Roger Pomphrey |
| 2006 | "Janie Jones"               | ?              |
| 2006 | "The Blinding"              | Julien Temple  |
| 2006 | "Love You But You're Green" | Julien Temple  |
| 2007 | "Delivery"                  | Douglas Hart   |
| 2007 | "French Dog Blues"          | David Mullett  |
| 2007 | "You Talk"                  | Douglas Hart   |

## Wydania prasowe
- "Beg, Steal or Borrow" (2006), dodawana tylko do biletów given do Get Loaded in the Park.
- "Dirty Fame" (2006), dodawana do The Big Issue (wyłącznie do pobrania)
- "The Blinding" (2006), dodawana do The Big Issue
- "Delivery" (2007), dodawana na płycie winylowej do czasopisma NME.
- "Stone Me, What A Life!" (2007), znalazła się na składance promująca organizacje Love Music Hate Racism, kompilacja była dołączona do magazynu NME.